# فرودگاه الخور
فرودگاه الخور یک فرودگاه همگانی و با کد ایکائو OTBK است که یک باند فرود آسفالت دارد و طول باند آن ۱،۶۰۰ متر است. این فرودگاه در شهر الخور کشور قطر قرار دارد و در ارتفاع ۳ متری از سطح دریا واقع شده‌است.